# Thibaudia pachypoda
Thibaudia pachypoda är en ljungväxtart som beskrevs av A. C. Smith. Thibaudia pachypoda ingår i släktet Thibaudia och familjen ljungväxter. Inga underarter finns listade i Catalogue of Life.